# Phylloicus ornatus
Phylloicus ornatus är en nattsländeart som först beskrevs av Banks 1909.  Phylloicus ornatus ingår i släktet Phylloicus och familjen Calamoceratidae. Inga underarter finns listade i Catalogue of Life.